# بکلئه
شهر بکلئه (به رومانیایی: Beclean) در شهرستان بیستریتسه-نسئو در کشور رومانی واقع شده‌است. جمعیت این شهر ۱۲٬۰۳۳ نفر  است.